# Roanne
Roanne (pronuncia-se [ʁɔan]) é uma comuna francesa situada no departamento do Loire,, na região Auvergne-Rhône-Alpes.
Roanne é a comuna mais densamente povoada do departamento, com 107.000 habitantes, e uma densidade demográfica de cerca de 2.154 hab/km2.